# Processione in piazza San Marco
La Processione in piazza San Marco è un dipinto di Gentile Bellini.

## Descrizione e stile

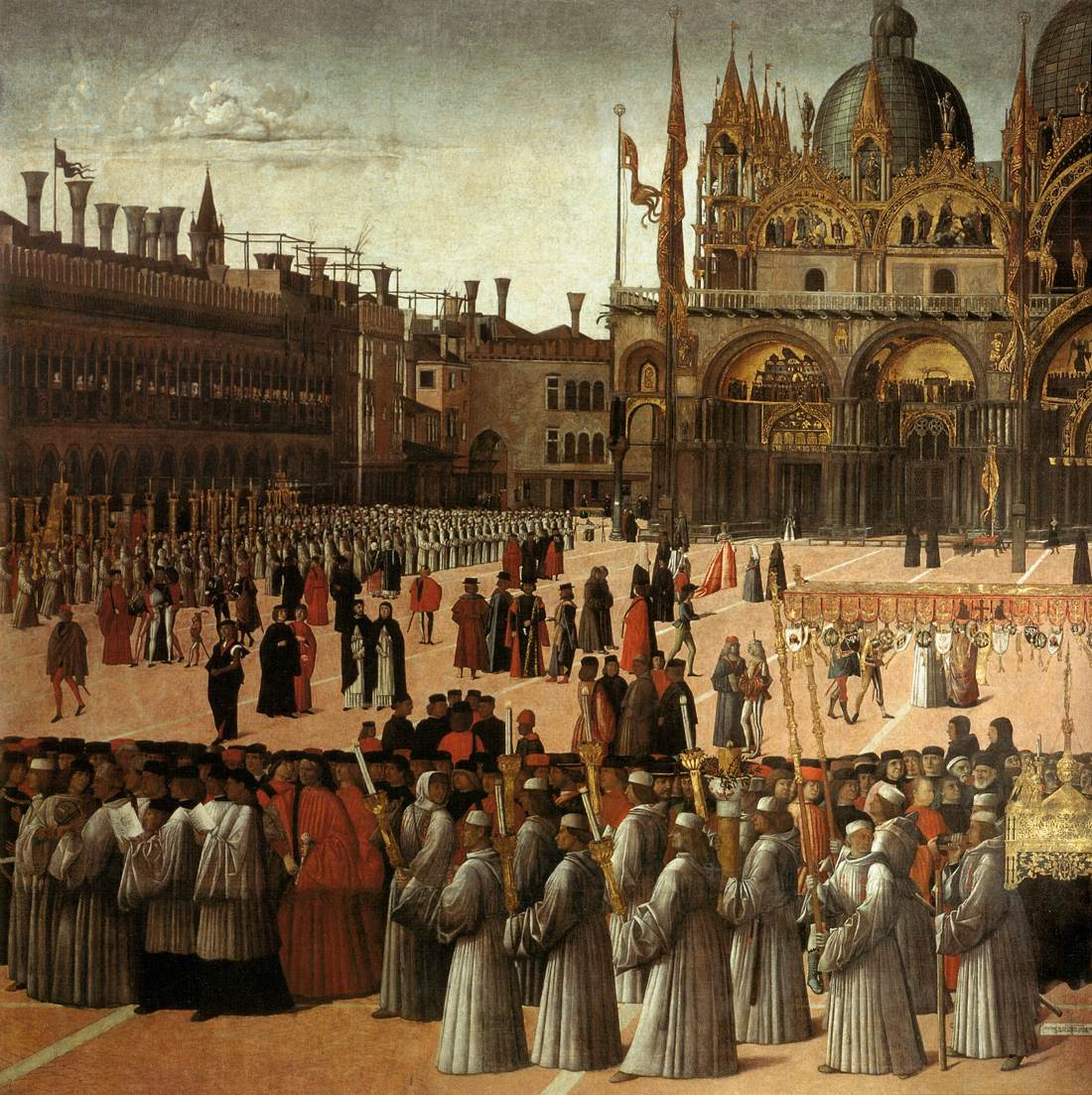
Dettaglio

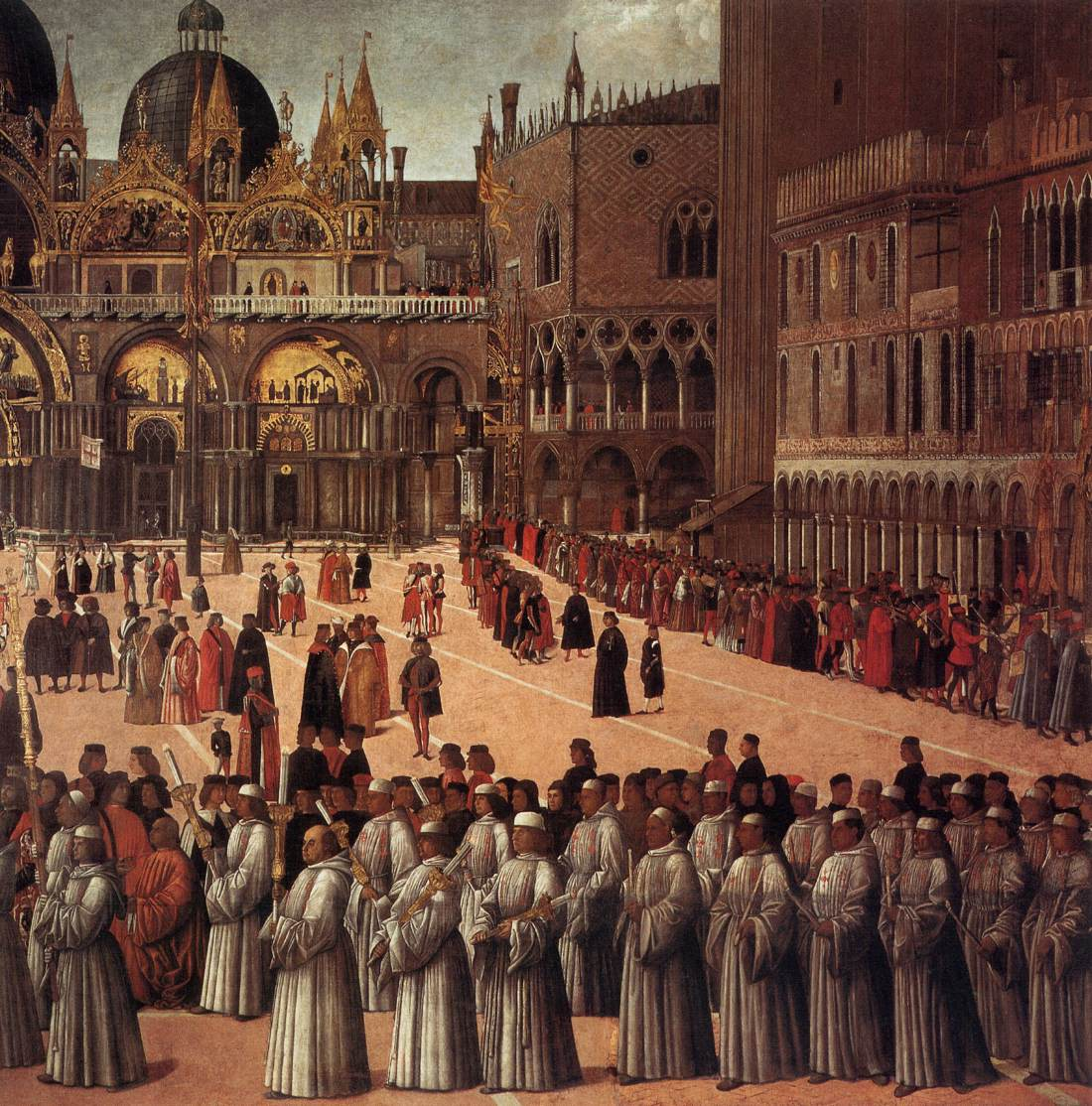
Dettaglio

L'opera è un telero destinato originariamente alla Scuola Grande di San Giovanni Evangelista, una delle più ricche di Venezia. Nella sala grande della confraternita era stato deciso di collocare nove grandi tele alla cui realizzazione vennero chiamati alcuni dei più grandi pittori dell'epoca tra cui, oltre a Gentile, Pietro Perugino, Vittore Carpaccio, Giovanni Mansueti, Lazzaro Bastiani e Benedetto Diana. Il tema era quello dei miracoli di un frammento della Vera Croce, che era stato regalato alla confraternita nel 1369 da Philippe de Mézières, cancelliere dei regni di Cipro e di Gerusalemme, diventando subito simbolo della Scuola ed oggetto di una straordinaria venerazione.
Le tele, che furono tutte eseguite tra il 1496 e il 1501, sono tutte sopravvissute tranne quella di Perugino, e contengono la rappresentazione di vari episodi ambientati in alcuni dei più famosi luoghi di Venezia; si trovano tutte oggi alle Gallerie dell'Accademia.
Gentile dipinse tre di questi teleri: il primo, datato 1496, fu appunto quello che mostra la processione in piazza San Marco del 25 aprile 1444, festa della Santa Croce, durante la quale avvenne il miracolo della guarigione immediata del figlio del mercante bresciano Jacopo de' Salis, che aveva pregato la reliquia mentre passava portata a spalla dai confratelli.
La scena è considerata tra i primissimi esempi di vedutismo veneziano, con un ampio angolo visuale che permette di osservare la precisa rappresentazione della piazza e dei partecipanti all'evento. Sullo sfondo della basilica di San Marco, con i portali ancora splendenti dei mosaici veneto-bizantini che oggi sopravvivono solo nel portale sinistro; a destra si vedono Palazzo Ducale, con la Porta della Carta con l'originaria doratura dei marmi, un pezzo del Campanile di San Marco (arretrato per far vedere Palazzo Ducale) e l'Ospizio Orseolo, demolito per fare spazio alle Procuratie Nuove di Jacopo Sansovino; a sinistra si notano le Procuratie Vecchie nell'aspetto che avevano prima della ricostruzione nel XVI secolo; si vede anche l'edificio gotico che venne poi abbattuto per fare posto alla Torre dell'Orologio. Da notare anche la copertura della piazza in cotto, che venne sostituita dalla lastronatura in marmo del Tirali nel 1723.
L'occhio dello spettatore è incitato a vagare da un gruppo all'altro, da un dettaglio all'altro.
I personaggi della scena sono rappresentati con cura meticolosa, abbastanza grandi per contenere ritratti e per individuare con cura i vari dettagli dal loro status sociale, quali abiti e accessori. Manca la rappresentazione drammatica dell'azione, mentre tutto concorre a fornire una cronaca precisa dell'avvenimento. La processione procede col doge in testa, preceduto dai portatori di stendardi e dai trombettieri e da altri simboli del potere. Seguono i confratelli della Scuola Grande di San Giovanni Evangelista, vestiti di bianco, che portano ceri e un baldacchino, sotto il quale, più o meno al centro del dipinto, si trova la cassa contenente la venerata reliquia.
Lo stile della pittura è quello tipico di Gentile: una linea asciutta demarca i soggetti, entro la quale il colore è steso in maniera neutra, che ha come effetto la cristallizzazione del dato reale.